# Шутовская
Шутовская — деревня в Кадуйском районе Вологодской области.
Входит в состав Никольского сельского поселения, с точки зрения административно-территориального деления — в Никольский сельсовет.
Расстояние по автодороге до районного центра Кадуя — 31,5 км, до центра муниципального образования села Никольское — 7,5 км. Ближайшие населённые пункты — Васильевская, Занино, Иваново, Калинино, Калинниково, Лыковская, Мелентьево, Мокашево, Прягаево, Сафоново, Семеновская, Тарасовская, Чертова.
По данным переписи в 2002 году постоянного населения не было.